# Castillo de Montornés (Montornés del Vallés)
El castillo de Montornés o de castillo de Sant Miquel es una fortificación medieval que hay en la parte oriental del término de Vallromanes, en el límite del término de Montornés del Vallés, en la cima de una colina; (la línea divisoria en lo alto de la colina señala que las ruinas del castillo están en el municipio de Vallromanes, mientras que las de la capilla de Sant Miquel están en Montornés). Desde el castillo se divisa toda la llanura del Vallés Oriental.

## Historia
La primera noticia escrita del castillo de Montornés data del 1108 con motivo de un testamento sacramental de Bernat Ramon jurado en el altar de Sant Sadurní mártir (patrón de la parroquia de Montornés), donde deja a su hija Estefanía dicho castillo . El linaje de los Montornés aparece por primera vez en 1157 cuando Pedro de Montornés lega el castillo a su hermano Guillermo. En 1172 señoreaba la fortaleza Guillermo de Bell-lloc. El 1189 Guillem de San Martín en sus legados testamentarios concede a Guillem Ramón la facultad de defender el castillo.
Al final del siglo XII el linaje de los Montornés había emparentado con la familia apellidada Santa Coloma. El 1195 se documenta que Guillerma de Santa Coloma estaba casada con Ramon de Montornés. En 1285 era su señor Berenguer de Entenza, a continuación se vende y transfiere varias veces hasta que se vendió a Jaime II quien, en 1309, hará donación al hijo de Gilabert de Centelles. En 1342 el rey Pedro III permuta su castillo de Nules del reino de Valencia y el de Montornés pero poco después, el mismo rey cede el castillo a Pere de Montornés. En 1437 pasa a manos de Galzeran Armengol.
El terremoto del 25 de mayo de 1448, tuvo el epicentro entre Cardedeu y Llinás del Vallés. La magnitud se ha determinado que fue de grado VIII, con daños ampliamente distribuidos y causó muchas muertes. Entre los daños documentados aparece el castillo de Montornés.
El castillo de Sant Miquel de Montornés permaneció en posesión de los Montornés hasta el 1621, que pasó a Taverner, que se convirtieron a finales de este siglo en condes de Darnius. En 1632 Vallromanes y Montornés formaban una alcaldía (en el siglo XIX estos pueblos constituían un solo municipio, hasta que Vallromanes se separó a principios del siglo XX). En 1718 el conde de Darnius reedificó la antigua masía de la Torre Tavernera, al pie del castillo (vertiente este), que se convertiría en adelante en residencia de los señores del castillo de Montornés. Posteriormente la propiedad fue de los Fiveller, que heredaron también el título de condes de Darnius, y en el siglo XIX lo fue de los Martorell. Finalmente, a finales del siglo XX la propiedad del castillo y de la Torre Tavernera pasó a manos de los propietarios actuales, los condes de Alba de Liste.

## Descripción
Era una edificación de grandes dimensiones con murallas que en algunos puntos aprovechaban las paredes de roca natural. Hoy sólo queda en pie una mitad de la torre circular del homenaje y trozos de muros.
El castillo se compone de una torre circular y de un recinto que rodea toda la cima de la colina. La torre, de la que sólo se conserva el sector septentrional, tiene un diámetro interior de 3,4 m y un espesor de muro de 2,2 m. A una altura de unos 3,8 m había una falsa cúpula. La torre debía ser mucho más alta pero solo se han conservado unos 2 m. A nivel de primer piso se adivina el arranque del arco de la puerta (dos dovelas pequeñas). Por sus características hace pensar en un edificio del año 1000.
A unos 7 m de poniente de la torre hay restos de un muro de 90 cm. A unos 25 metros de la torre, hacia el norte, se encuentran los restos de una construcción de planta rectangular que incluye un muro de cerramiento curvo de un grosor de 120 cm construido con sillares similares a los de la torre. Es posible que estas construcciones fueran añadidas a la torre durante el siglo XI.